# Cosmo Kramer

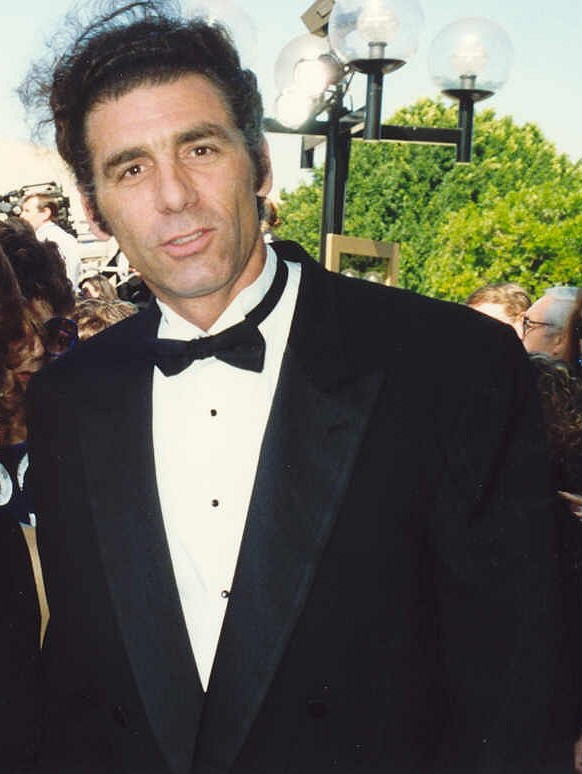
Michael Richards, ator que interpreta o personagem.

Cosmo Kramer é uma personagem da sitcom americana Seinfeld interpretada por Michael Richards. Esta personagem foi baseada numa pessoa real, vizinho do roteirista Larry David. Ele tem vários apelidos ao longo do seriado (série), mas o mais usado é simplesmente "Kramer". Durante várias temporadas não se soube o primeiro nome dele, até que George Costanza ouviu a mãe dele chamá-lo de Cosmo e revelou o mistério.

## Criação

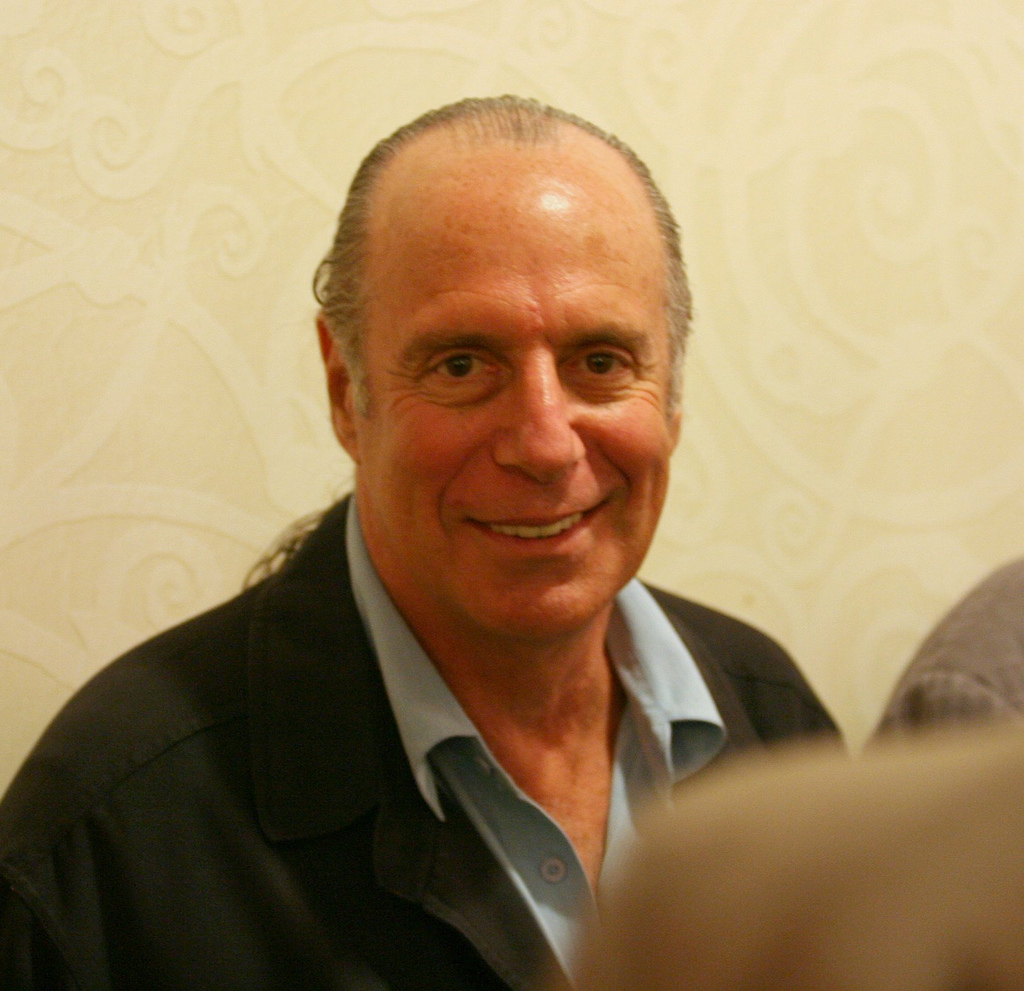
Kenny Kramer, em quem o personagem é inspirado.

O personagem Kramer foi baseado em Kenny Kramer, um vizinho do co-criador da série, Larry David em Nova York. Entretanto, Michael Richards não baseou sua performance no verdadeiro Kramer, ao ponto de evitar encontrá-lo. Inicialmente, Richards interpretou o personagem mais ingênuo e estúpido do que os outros personagens, mas foi modificando o personagem ao longo da série para desempenhar mais performances físicas.

## Características
Kramer, vizinho do personagem Jerry Seinfeld no seriado, é o mais extravagante e estranho dos quatro personagens principais. Seu caráter é meio infantil e desastrado, parcialmente alienado e descuidado, porém Kramer poderia ser considerado como o mais humano das personagens do seriado. Costuma projetar ideias estranhas, que às vezes viram invenções bizarras e freqüentemente inúteis, (um sutiã para homens, uma água-de-Colônia com "o cheiro da praia", um tritutador de comida no ralo da banheira, etc). Nenhuma delas funciona por muito tempo e geralmente ocasionam desastres. Ou melhor, a água de colónia funcionaria, se não lhe tivessem roubado a ideia; mas, mais tarde, no mesmo episódio em que é revelado que Kramer teve a ideia da água de colónia, vai ao escritório de Calvin Klein e, em troca de a personagem não dizer que lhe roubaram a ideia, faz um anúncio do mesmo perfume.
Kramer frequentemente se envolve em situações absurdas, como consequência do seu caráter ou das suas ações. Ganhou um prêmio Tony por uma atuação que ele nunca fez, quase apareceu num filme do Woody Allen e demandou sem sucesso a companhias de cigarros e café, entre outras coisas. Ele teve certas pretensões de ator, indo por muito pouco tempo para Los Angeles para tentar sorte, e depois para um hospital atuando de doente de gonorreia para os estudantes de medicina. Geralmente se dedica a seus passatempos ou atividades favoritas, sem mostrar nunca um emprego ou ocupação estável.
Respeito da personalidade, a maior característica é sua brutal sinceridade, que incomoda as pessoas, ao extremo tal de chegar a sugerir "uma cirurgia de nariz" para uma mulher de nariz feio. Curiosamente, a maioria das pessoas que sofrem a sinceridade dos seus comentários acabam agradecendo a ele por isto. Ele é muito torpe fisicamente, e faz movimentos exagerados, principalmente quando se expressa ou quando entra no apartamento do Jerry Seinfeld, num movimento característico dele, "arrombando" a porta e entrando de rompante. É um tanto supersticioso e delirante, e também parece apresentar uma concepção bastante paranoica da realidade. Nas palavras do George: "A vida do Kramer é como um campo de fantasia".
A vida do Kramer está cheia de mistério. Nunca se sabe como ele consegue dinheiro, uma questão que nunca foi respondida no seriado. Ele trabalhava numa loja de Bagels, e decidiu entrar em greve por causa da falta de plano dental para seu emprego, motivo pelo qual não trabalhou por 12 anos. Quando voltou, foi demitido no dia seguinte, e pelo geral vive visitando o apartamento de Jerry, onde pega comida e coisas que aquele não usa. Ele também faz menção de alguns amigos dele, que nunca aparecem na tela, como Bob Saccamano. Com as mulheres, Kramer não tem problema algum, já que possui o que ele chama de "kavorka", qualidade mística que provoca uma intensa atração sexual nas mulheres em volta dele. Segundo George: "Eu levo as mulheres para o lesbianismo, ele as traz de volta". Contudo, sua atitude imatura e atrapalhada impede que ele tenha relacionamentos muito sérios.